# Université Bethel (Minnesota)
L'université Bethel (anglais : Bethel University) est une université privée chrétienne évangélique baptiste, située à Arden Hills, Minnesota, aux États-Unis. Elle est affiliée à Converge.

## Historique
L’université a ses origines dans le Séminaire théologique de l'Union baptiste à Chicago, fondée par un pasteur baptiste suédois John Alexis Edgren en 1871. En 1914, Converge est devenu le principal partenaire de l’école. En 1947, l’école a pris le nom de Bethel College and Seminary . En 2004, elle est devenue une université . Pour l'année 2018-2019, elle comptait 3 692 étudiants.

## Affiliations
Elle est membre de Converge  et du Conseil pour les collèges et universités chrétiens
.

## Personnalités liées à l'université

### Étudiants
- Bob Merritt, pasteur d’Eagle Brook Church
- Randy Hultgren, ancien membre du  Congrès de l’Illinois
- Harvey L. Wollman, ancien gouverneur du Dakota du Sud
- Ron Tschetter, ancien directeur du Corps de la paix
- Joel Hodgson, réalisateur, scénariste, acteur
- Jeff Nelson, arbitre de baseball

## Galerie

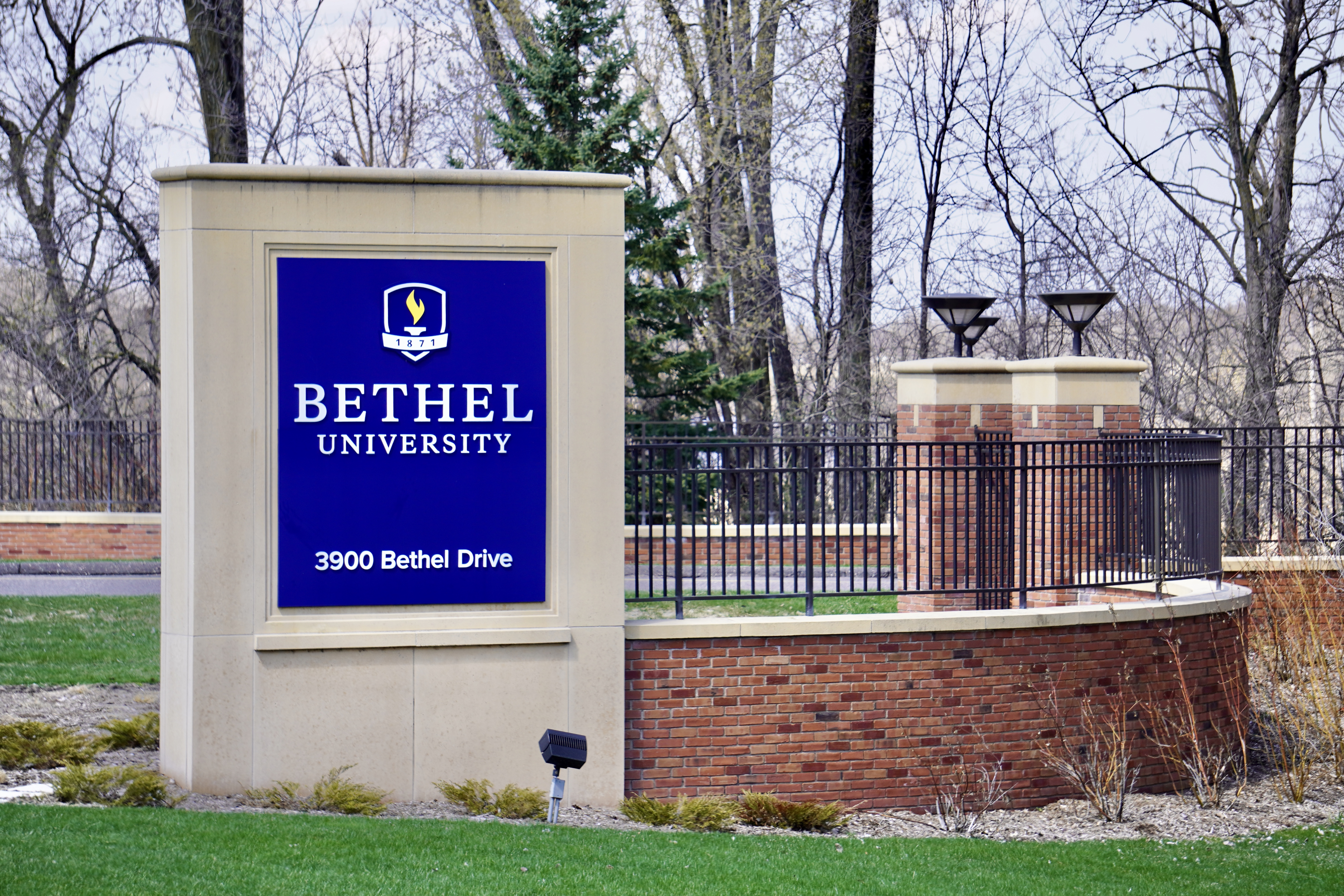
Entrée de l’université
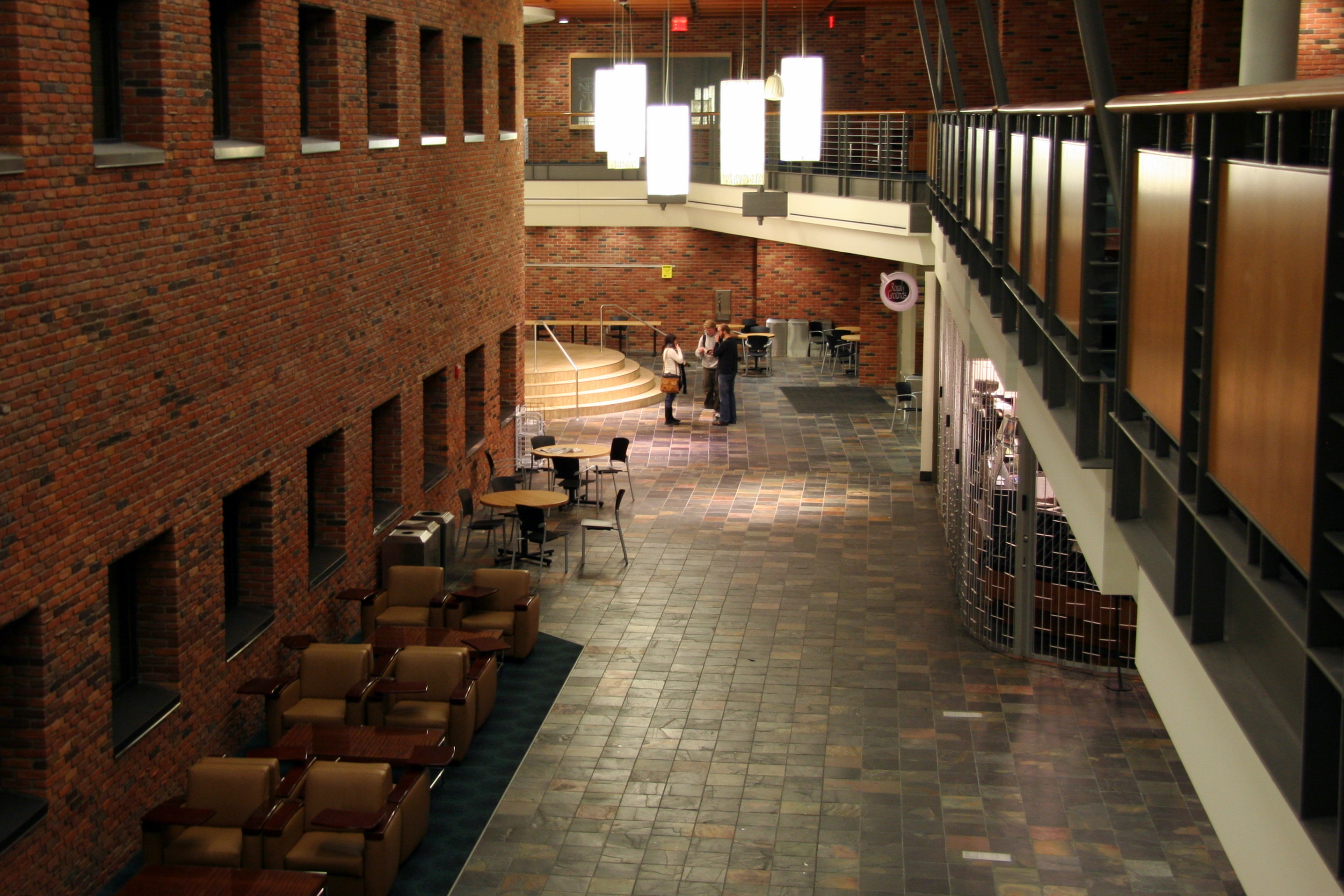
Royal Grounds Cafe et Student Lounge